# 高城村 (鳥取県)
高城村（たかしろそん）は、鳥取県東伯郡にあった村。現在の倉吉市の一部にあたる。

## 地理
国府川上中流域の扇状地・谷底平地に位置していた。
- 山岳：高城山[2]

## 歴史
- 1889年（明治22年）10月1日、町村制の施行により、久米郡西志村、福米村、東志村が発足[3]。
- 1896年（明治29年）4月1日、上記3村は郡の統合により東伯郡に所属。
- 1917年（大正6年）12月1日、上記3村が合併し高城村が発足[1][2]。合併村の大字を継承し、上福田、下福田、上米積、下米積、今在家、服部、桜、河来見、岡、大立、上大立、立見、椋波、般若、福積の15大字を編成[2]。
- 1953年（昭和28年）10月1日、東伯郡西郷村、上井町、倉吉町、上小鴨村、社村、上北条村、北谷村、灘手村（一部）と合併し、市制施行して倉吉市を新設して廃止された[1][2]。合併後、倉吉市大字上福田・下福田・上米積・下米積・今在家・服部・桜・河来見・岡・大立・上大立・立見・椋波・般若・福積となる[2]。

### 地名の由来
村のほぼ中央に位置する高城山に由来。

## 産業
- 農業、林業[2]
- 産物：米、麦、サツマイモ、スイカ、梨、モモ、カキ、木材、薪炭[2]

## 教育
- 1917年（大正6年）上福田尋常高等小学校を高城尋常高等小学校に改称[2]。1941年（昭和16年）高城国民学校を経て、1947年（昭和22年）高城小学校に改称[2]。（現倉吉市立高城小学校）

## 名所・旧跡
- 阿弥大寺古墳群（国指定史跡）[4]
- 大日寺[5]